# Microsteris andicola
Microsteris andicola là một loài thực vật có hoa trong họ Polemoniaceae. Loài này được (Wedd.) Greene mô tả khoa học đầu tiên năm 1898.